# 浅浮雕

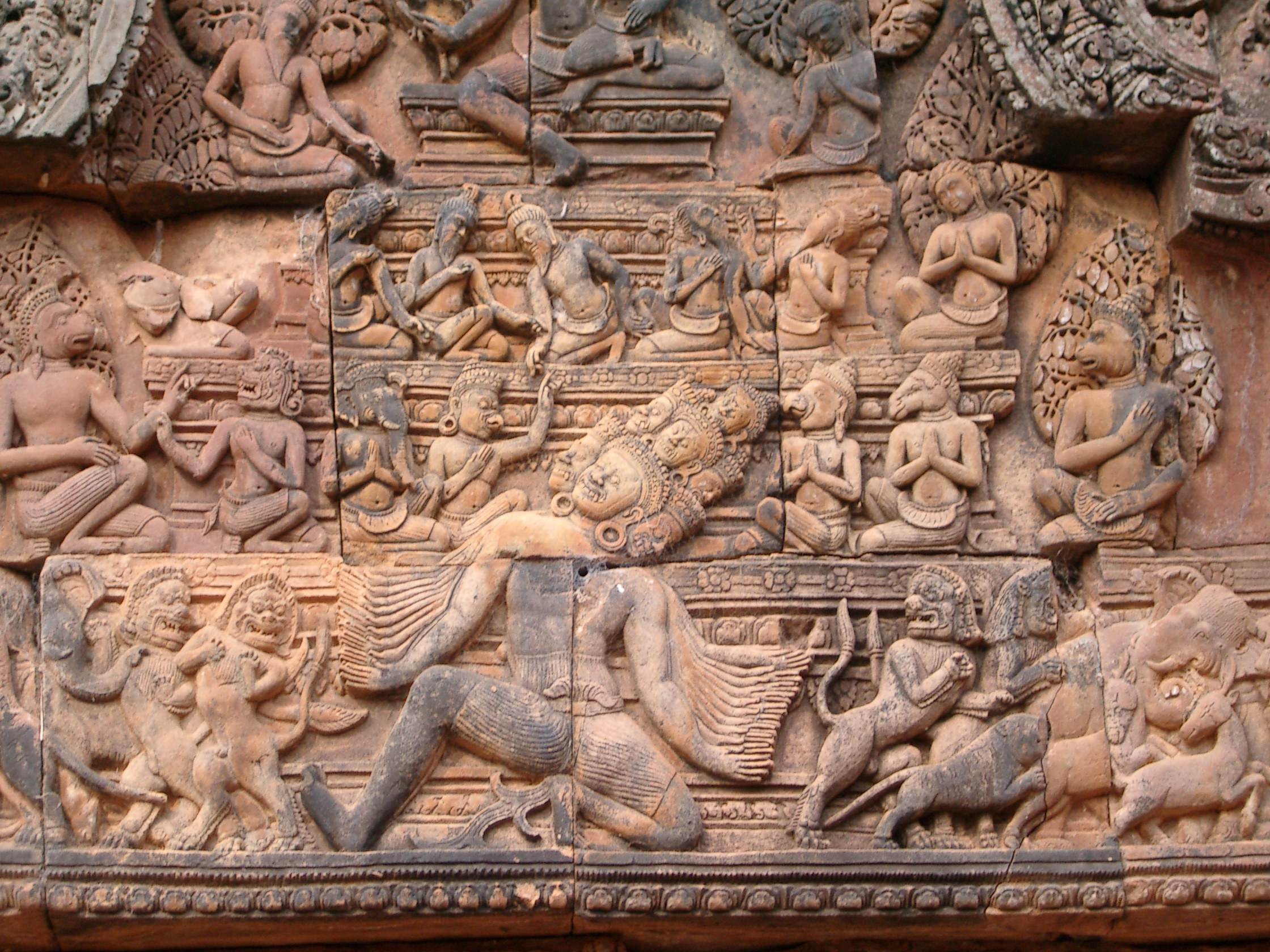
柬埔寨吴哥女王宫的浅浮雕

浅浮雕是一种浮雕技法，其特征是雕刻的图案稍稍突起于背景。该技术存在于诸多文明中，如古埃及、美索不达米亚、印度、中国及中世纪和文艺复兴时期的欧洲。